# Maarten Nijland
Maarten Nijland (Gouderak, 22 maart 1976) is een ex-veldrijder uit Nederland.
Nijland begon in 1992 met wielrennen na een paar jaar voetbal gespeeld te hebben bij de jeugd.
Het veldrijden verkoos hij direct en behaalde bij de junioren en beloften enkele titels. Vanaf 1999 reed hij bij de elite. Echter kampte Nijland met hartproblemen. Mede door een val in Koksijde 2007 beëindigde hij vroegtijdig zijn carrière.

## Overwinningen
- 1997 Herford (Dui)
- 1998 Herford (Dui)
- 1998 Omloop Euregio-Rhein-Waal (Ned) Wegkoers
- 1999 Woerden (Ned)
- 2000 1ste etappe in Finale Clubcompetitie (Ned) Wegkoers
- 2000 Lieshout (Ned)
- 2000 Amersfoort (Ned)
- 2000 Herford (Dui)
- 2001 Woerden (Ned)
- 2002 Omloop van de Hoeksche Waard (Ned) Wegkoers
- 2002 Hart van brabant trofee (Ned) Wegkoers
- 2002 Herford (Dui)
- 2002 Almelo (Ned)
- 2002 Woerden (Ned)
- 2002 Vorden (Ned)
- 2003 Herford (Dui)
- 2005 Woerden (Ned)
- 2007 Herford (Dui)
- 2007 Mallory Park (Eng)

## Podiumplaatsen

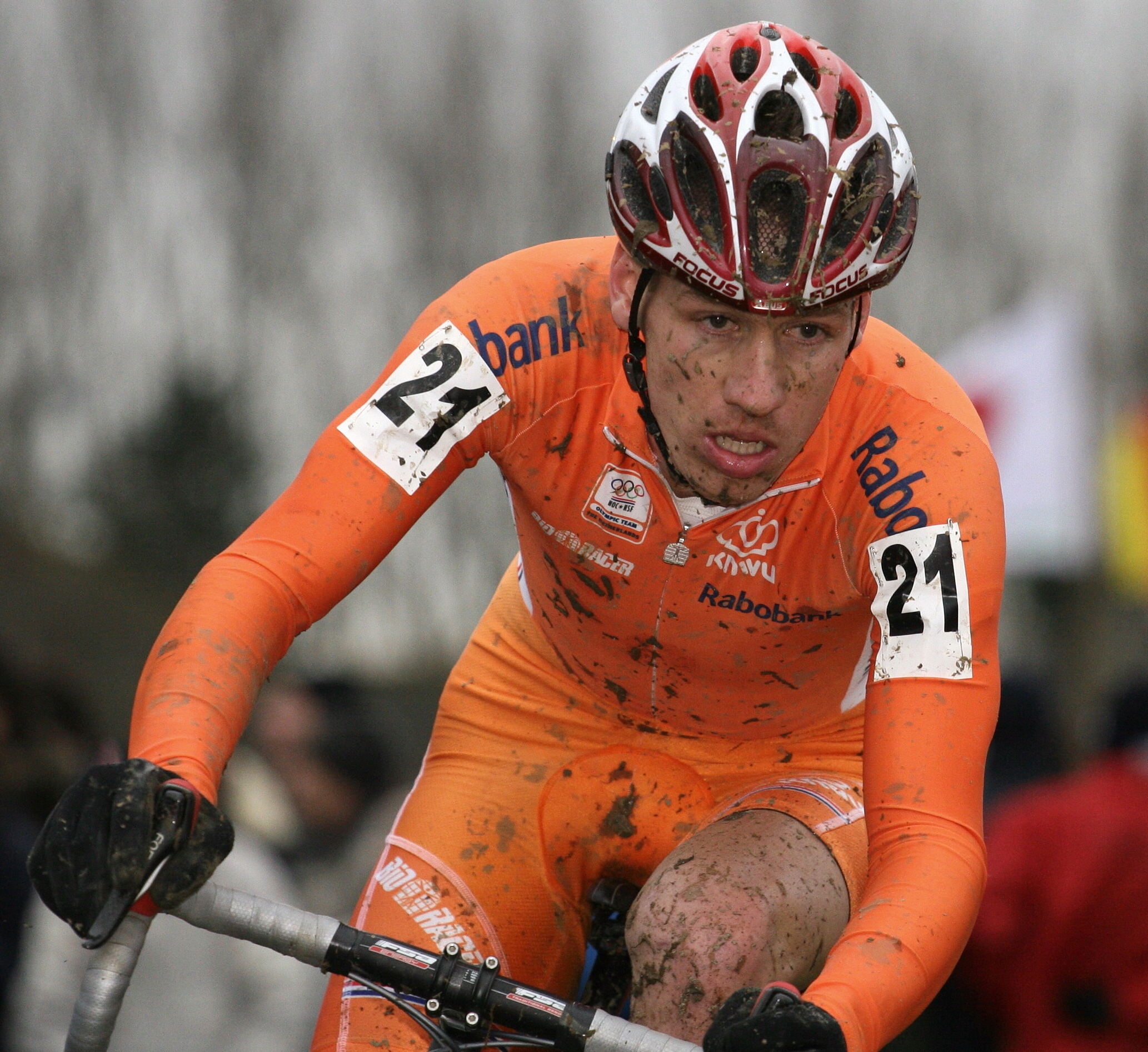
Maarten in actie op het WK 2007 in Hooglede-Gits

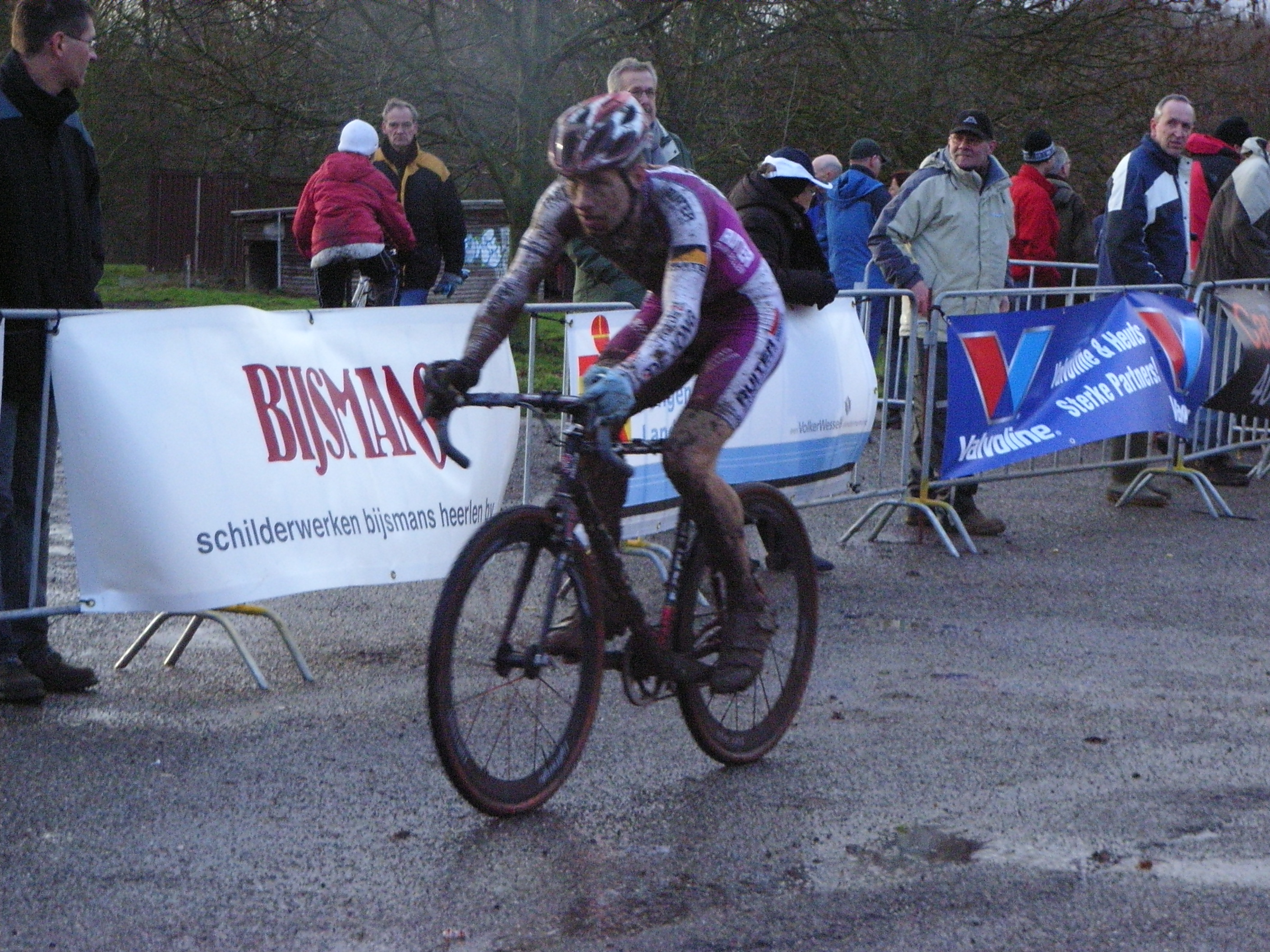
Maarten Nijland in actie tijdens de veldrit van Heerlen 2007

- 1998 3de : Nederlands Kampioenschap (Ned)
- 1998 2de : Van Keulen Omloop (Ned) "Wegkoers"
- 1999 2de : Huijbergen (Ned)
- 2000 3de : Harderwijk (Ned)
- 2000 3de : Woerden (Ned)
- 2001 3de : Frankfurt am Main (Dui)
- 2001 3de : Omloop van St.Geertruid (Ned) "Wegkoers"
- 2001 2de : Omloop van de Hoeksche Waard (Ned) "Wegkoers"
- 2001 3de : 3de etappe in Finale Clubcompetitie (Ned) "Wegkoers"
- 2002 3de : Dutch MTB Tour (Ned) "MTB"
- 2002 3de : Wim Hendriks Trofee (Ned) "Wegkoers"
- 2002 2de : 3de etappe in Ronde van Midden-Brabant (Ned) "Wegkoers"
- 2002 3de : 3de etappe in Finale Clubcompetitie (Ned) "Wegkoers"
- 2002 3de : Omloop om Schokland (Ned) "Wegkoers"
- 2003 3de : Van Keulen Omloop (Ned) "Wegkoers"
- 2003 3de : Frankfurt am Main (Dui)
- 2004 3de : Magstadt (Ned)
- 2004 3de : Nederlands Kampioenschap (Ned)
- 2004 3de : Harderwijk (Ned)
- 2004 2de : Marle (Fra)
- 2004 3de : Steinmaur (Zwi)
- 2005 3de : Nederlands Kampioenschap (Ned)
- 2006 3de : Schmerikon (Zwi)

## Eindstanden

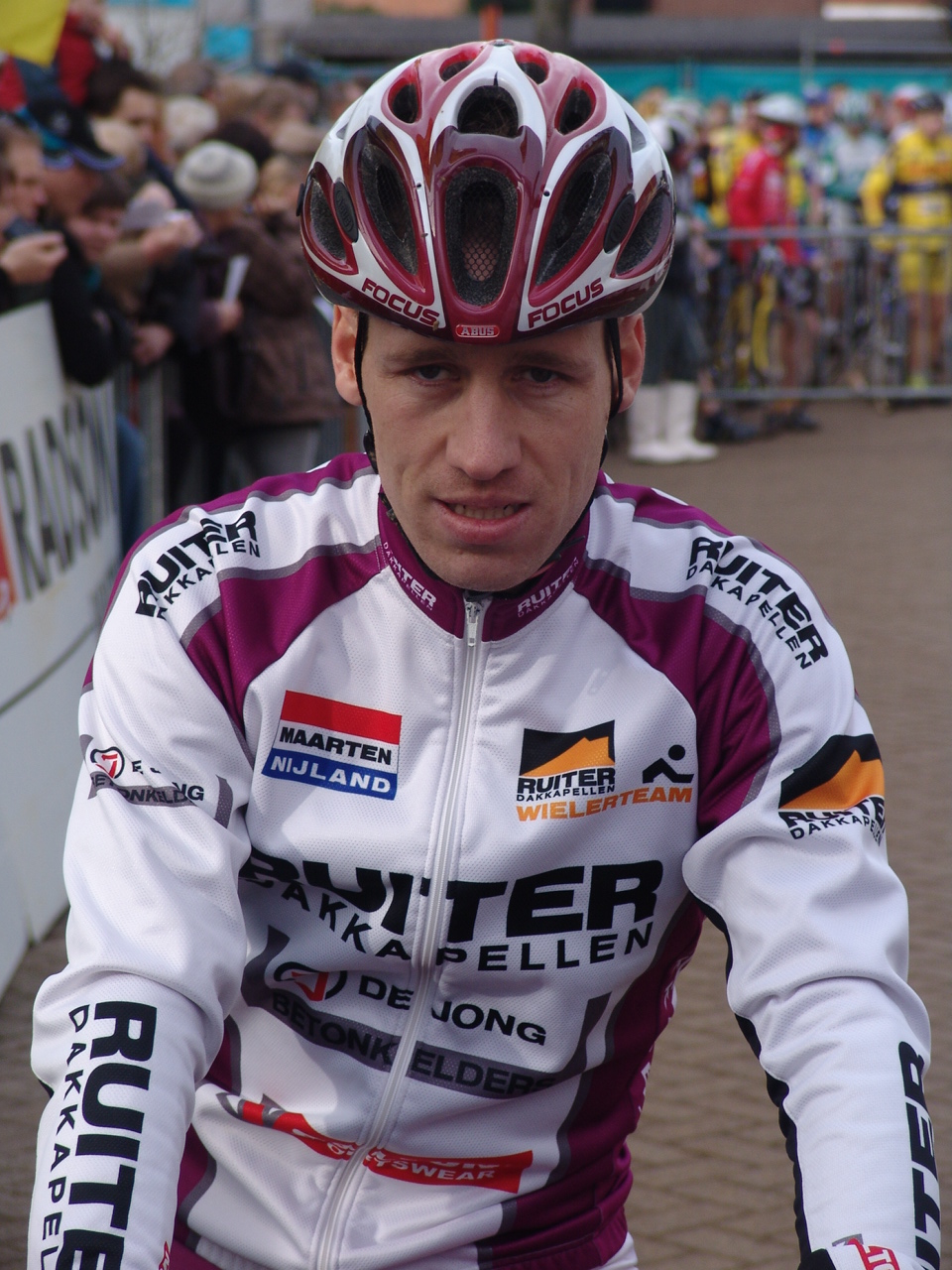
Maarten Nijland geconcentreerd aan de start

| Jaar | Wereldbeker                                              | GVA Trofee                                    | Superprestige                                            |
| 2008 | ?                                                        | ?                                             | ?                                                        |
| 2007 | 21ste met 854pt. Sven Nys werd 1ste met 3650pt.          | 22ste met 55pt. Sven Nys werd 1ste met 273pt. | 19de met 17pt. Sven Nys werd 1ste met 150pt.             |
| 2006 | 58ste met 191pt. Sven Nys werd 1ste met 3780pt.          | Maarten verdiende geen punten.                | Maarten verdiende geen punten.                           |
| 2005 | 16de met 934pt. Sven Nys werd 1ste met 4384pt.           | Maarten verdiende geen punten.                | 15de met 24t. Sven Nys werd 1ste met 111pt.              |
| 2004 | 23ste met 62pt. Richard Groenendaal werd 1ste met 310pt. | s                                             | 21ste met 23pt. Bart Wellens werd 1ste met 191pt.        |
| 2003 | 22ste met 56pt. Bart Wellens werd 1ste met 305pt.        | s                                             | 19de met 21pt. Sven Nys werd 1ste met 218pt              |
| 2002 | 10de met 117pt. Sven Nys werd 1ste met 282pt.            | s                                             | s                                                        |
| 2001 | 27ste met 25pt. Richard Groenendaal werd 1ste met 310pt. | s                                             | 21ste met 27pt. Richard Groenendaal werd 1ste met 194pt. |
| 2000 | 33ste met 22pt. Sven Nys werd 1ste met 300pt.            | s                                             | s                                                        |
| 1999 | 13de met 76pt. Mario De Clercq werd 1ste met 206pt.      | s                                             | s                                                        |

## Deelnames aan hetWK veldrijdenbij de elite
- 1999 (Poprad, Slowakije) 14de

Wereldkampioen = Mario De Clercq
- 2000 (Sint-Michielsgestel, Nederland) 25ste

Wereldkampioen = Richard Groenendaal
- 2001 (Tábor, Tsjechië) 11de

Wereldkampioen = Erwin Vervecken
- 2002 (Zolder, België) 17de

Wereldkampioen = Mario De Clercq
- 2003 (Monopoli, Italië) 26ste

Wereldkampioen = Bart Wellens
- 2004 (Pont-Château,Frankrijk) 15de

Wereldkampioen = Bart Wellens
- 2005 (Sankt Wendel, Duitsland) 17de

Wereldkampioen = Sven Nys
- 2006 (Zeddam, Nederland) 22ste

Wereldkampioen = Erwin Vervecken
- 2007 (Hooglede-Gits,België) 14de

Wereldkampioen = Erwin Vervecken
- 2008 (Treviso, Italië) Opgave

Wereldkampioen = Lars Boom

## Nederlandse kampioenschappen veldrijden
- 1993 8ste (Junioren)
- 1994 1ste
- 1995 5de (Beloften)
- 1996 (Zwolle) 2de
- 1997 (Zeddam) 3de
- 1998 (Woerden) 1ste
- 1999 (Heerlen) 3de (Elite)
- 2000 (Gieten) 4de
- 2001 5de
- 2002 (Zeddam) 4de
- 2003 (Huijbergen) 5de
- 2004 (Heerlen) 3de
- 2005 (Zeddam) 3de
- 2006 (Huijbergen) 4de
- 2007 (Woerden) 4de

Maarten was samen met Richard Groenendaal en Gerben de Knegt jarenlang de continu in het Nederlands veldrijden.

## Ploegen
- 1998 Giant - Löwik - P&O
- 1999 Batavus - Bankgiroloterij
- 2000 Individueel
- 2001 Individueel
- 2002 Individueel
- 2003 Individueel
- 2004 Individueel
- 2005 Eurogift.com
- 2006 ProComm - Van Hemert
- 2007 Ruiter dakkappellen
- 2008 Ruiter dakkappellen